# Cis savaiiensis
Cis savaiiensis es una especie de coleóptero de la familia Ciidae. Habita en Samoa.